# Frank Behnke (Schauspieler)
Frank Behnke (* 2. Februar 1962 in Tokio, Japan) ist ein deutscher Schauspieler.

## Leben
Frank Behnke wurde in Tokio geboren und wuchs bis zu seinem elften Lebensjahr mehrsprachig in Asien auf. Er besuchte das Gymnasium und machte Abitur. Anschließend studierte er zwei Semester lang Rechtswissenschaften in München. Seinen ersten Kontakt zur Medienbranche bekam er über Filmprojekte der Filmhochschule München. Dort spielte er in einigen Filmen als Kleindarsteller mit. Anschließend absolvierte er eine Ausbildung zum Bankkaufmann bei der Dresdner Bank Frankfurt und wechselte als Produktionsassistent beim Hessischen Rundfunk in die Film- und Fernsehbranche, wo er an der Produktion der Unterhaltungssendung Zum Blauen Bock mitwirkte.
Behnke studierte von 1987 bis 1990 klassisches Schauspiel an der Schauspielschule Mainz. Seit 1986 arbeitet er als Theater- und Musicalschauspieler. Es folgten Theaterengagements in Stuttgart, Mainz, Frankfurt am Main und München. In Kaiserslautern trat er in dem Musical Hello Dolly! auf. Außerdem spielte  er in Serien wie Unser Charly, Ein Fall für zwei (ZDF), Die Aubergers (ZDF), Der Landarzt (ZDF), Hecht und Heye (ARD), Tatort (ARD), Kriminaltango (Sat.1), Die Rettungsflieger und Edel und Starck (Sat.1).
Vom 23. Oktober 2003 bis zum 17. Februar 2004 sowie vom 21. Dezember 2005 bis zum 30. Januar 2006 spielte Behnke in der Daily-Soap Unter uns von RTL die Rolle des Dr. Herbert Voss. Außerdem spielte er in Verbotene Liebe und in Sturm der Liebe mit, in  letztgenannter Serie jedoch nur in einer Nebenrolle als Sebastian Dexter. Zuletzt war er in der RTL-Daily Soap 112 – Sie retten dein Leben zu sehen.
Frank Behnke lebt in München, ist verheiratet und hat drei Kinder.

## Filmografie (Auswahl)
- 1993: Hecht & Haie (Folge: Mainhattan)
- 1995: Tatort – Im Herzen Eiszeit (Fernsehreihe)
- 1995–2007: Verbotene Liebe
- 1996: Derrick (Folge: Frühstückt Babette mit einem Mörder?)
- 1997: Der Alte – Folge 223: Der Mordauftrag
- 1997: Wildbach (Folge: Erpressung)
- 1997: Rosamunde Pilcher – Stunden der Entscheidung (Fernsehfilm)
- 1998: Die Aubergers (Folge: Gute Freunde)
- 1998: Wolffs Revier (Folge: Clever und tot)
- 1999: Eine Liebe auf Mallorca (Fernsehfilm)
- 1999: Tatort – Blinde Kuriere
- 1999: Dr. Stefan Frank – Der Arzt, dem die Frauen vertrauen – Nachbarschaftsliebe
- 1999–2000: Herzschlag – Das Ärzteteam Nord
- 1999–2000: Die Rettungsflieger
- 2000: Tatort – Nach eigenen Gesetzen
- 2000: Tatort – Mauer des Schweigens
- 2000–2008: Unser Charly
- 2001: Wilder Kaiser (Folge: Der Verdacht)
- 2001: Sinan Toprak ist der Unbestechliche (Folge: Halbgott)
- 2001: alphateam – Die Lebensretter im OP (Folge: Countdown)
- 2001–2004: Der Landarzt
- 2002: Im Namen des Gesetzes (Folge: Schocktherapie)
- 2002: Die Kristallprinzessin (Fernsehfilm)
- 2002–2003: Edel & Starck
- 2003: SOKO Leipzig (Folge: Toten schenkt man nichts)
- 2003: Medicopter 117 (Folge: Blutige Spende)
- 2004: SOKO Kitzbühel (Folge: Eine Mords-Rallye)
- 2004: In aller Freundschaft (Folge: Familienprobleme)
- 2005–2006:  Unter uns
- 2006: Inga Lindström – In den Netzen der Liebe (Fernsehfilm)
- 2006: Die Rosenheim-Cops (Folge: Schöner Hannes, toter Hannes)
- 2007: Momella – Eine Farm in Afrika (Fernsehfilm)
- 2007: Hilfe, die Familie kommt! (Fernsehfilm)
- 2007: Rosamunde Pilcher – Sommer der Liebe (Fernsehfilm)
- 2008: Der Bergdoktor (Folge: Nur ein Haus)
- 2008–2009: 112 – Sie retten dein Leben
- 2009: Die Rosenheim-Cops (Folge: Das Fenster zum Tod)
- 2009: Unter Verdacht – Tausend Augen
- 2010: SOKO Wien (Folge: Todesengel)
- 2011: Küstenwache (Folge: Im Auge des Sturms)